# Associazione Sportiva Cisco Calcio Roma 2007-2008
Questa voce raccoglie le informazioni riguardanti l'Associazione Sportiva Cisco Calcio Roma nelle competizioni ufficiali della stagione 2007-2008.

## Rosa
| N. |                      | Ruolo | Calciatore                    |
| -- | -------------------- | ----- | ----------------------------- |
|    | Italia (bandiera)    | A     | Alessandro Alessandrì         |
|    | Italia (bandiera)    | D     | Marco Angeletti               |
|    | Italia (bandiera)    | D     | Antonio Balzano               |
|    | Italia (bandiera)    | C     | Stefano Bellè                 |
|    | Italia (bandiera)    | C     | Daniele Bianchi               |
|    | Malta (bandiera)     | A     | Daniel Bogdanović             |
|    | Italia (bandiera)    | A     | Massimo Borgobello            |
|    | Italia (bandiera)    | C     | Mattia Chialastri             |
|    | Italia (bandiera)    | C     | Flavio Coladarci              |
|    | Italia (bandiera)    | D     | Lorenzo Collacconi            |
|    | Italia (bandiera)    | C     | Claudio Costanzo              |
|    | Italia (bandiera)    | D     | Andrea Cottini                |
|    | Italia (bandiera)    | A     | Paolo Di Canio                |
|    | Italia (bandiera)    | C     | Davide Drascek                |
|    | Italia (bandiera)    | A     | Orlando Fanasca               |
|    | Argentina (bandiera) | A     | Mariano Antonio Fernandez     |
|    | Italia (bandiera)    | D     | Luca Ferri                    |
|    | Italia (bandiera)    | D     | Giovanni Formigoni            |
|    | Italia (bandiera)    | D     | Gianmatteo Gasperini          |
|    | Italia (bandiera)    | C     | Flavio Giampieretti           |
|    | Italia (bandiera)    | C     | Vincenzo Patrick Guglielmelli |

| N. |                    | Ruolo | Calciatore            |
| -- | ------------------ | ----- | --------------------- |
|    | Italia (bandiera)  | C     | Alfonso Iennaco       |
|    | Italia (bandiera)  | P     | Silvio Lafuenti       |
|    | Italia (bandiera)  | C     | Tiziano Luciani       |
|    | Italia (bandiera)  | C     | Andrea Mallardi       |
|    | Italia (bandiera)  | C     | Alessandro Manni      |
|    | Italia (bandiera)  | C     | Andrea Mazzarani      |
|    | Italia (bandiera)  | A     | Alessandro Morbidelli |
|    | Italia (bandiera)  | D     | Emanuele Padella      |
|    | Italia (bandiera)  | A     | Giancarlo Pantano     |
|    | Italia (bandiera)  | P     | Christian Paoletti    |
|    | Brasile (bandiera) | A     | Renan Pippi           |
|    | Italia (bandiera)  | D     | Marco Proietti        |
|    | Francia (bandiera) | D     | Joseph Steve Reinette |
|    | Italia (bandiera)  | C     | Alessandro Riolo      |
|    | Italia (bandiera)  | D     | Tommaso Roselli       |
|    | Italia (bandiera)  | D     | Giorgio Santarelli    |
|    | Italia (bandiera)  | D     | Marco Teani           |
|    | Francia (bandiera) | P     | Gianluca Vivan        |
|    | Italia (bandiera)  | D     | Alessandro Zamperini  |
|    | Francia (bandiera) | C     | Ritchie Zenga         |
|    | Italia (bandiera)  | A     | Keivan Zarineh        |